# 1895 na ciência

## Eventos
- William Ramsay[1] isola o elemento químico Hélio.[2]
- Freud e Breuer escrevem "Estudos sobre a histeria" que marcou o descobrimento do tratamento das neuroses histéricas, principalmente pela hipnose.

## Nascimentos
| Data | Nome | Profissão | Nacionalidade | Observações | Ref |
| ---- | ---- | --------- | ------------- | ----------- | --- |

## Mortes
| Data            | Nome                        | Profissão                        | Nacionalidade                         | Observações                                                                              | Ref                     |
| --------------- | --------------------------- | -------------------------------- | ------------------------------------- | ---------------------------------------------------------------------------------------- | ----------------------- |
| 19 de fevereiro | John Whitaker Hulke         | cirurgião e geólogo              | Reino Unido da Grã-Bretanha e Irlanda | n. 1830 Medalha Wollaston 1887                                                           | [ 3 ]                   |
| 14 de abril     | James Dwight Dana           | geólogo, mineralogista e zoólogo | Estados Unidos                        | n. 1813 Medalha Wollaston 1872 Medalha Copley 1877 Medalha Clarke 1882                   | [ 3 ] [ 4 ] [ 5 ]       |
| 23 de junho     | William Crawford Williamson | naturalista                      | Reino Unido da Grã-Bretanha e Irlanda | n. 1816 Medalha Real 1874 Medalha Wollaston 1890                                         | [ 6 ] [ 3 ]             |
| 29 de junho     | Thomas Henry Huxley         | biólogo                          | Reino Unido da Grã-Bretanha e Irlanda | n. 1825 Medalha Real 1852 Medalha Wollaston 1876 Medalha Copley 1888 Medalha Darwin 1894 | [ 6 ] [ 3 ] [ 4 ] [ 7 ] |

## Prémios
Medalha Bigsby
- Charles Doolittle Walcott[8]

Medalha Copley
- Karl Weierstrass[4]